# Рогівський православний монастир
Рогівський православний монастир — православний монастир, що знаходився поблизу села Роги Тираспольського повіту Російської імперії. Розташований був десь за дві версти від села, на лівому березі Дністра, за 5 верст вгору за течією.
Час заснування монастиря невідомий. За оцінкою отця Гавриїла, на підставі спогадів місцевих жителів, близько 1750 року, або ж дещо раніше.
Був утворений на крутому березі Дністра, у кам'яних скелях. У печерах була церква в ім'я Святого Симеона Стовпника із храмовим святом 1 вересня. Там же було розташовано декілька келій.
Скасований за часів Катерини II.

Єпархія, до якої належав монастир, називалася «Українською».